# Сенке заборављених предака
Сенке заборављених предака (укр. Тіні забутих предків) јесте совјетска  драма из 1965. године коју је режирао Сергеј Парџанов. Сценарио филма је заснован на истоименом роману украјинског писца Михаила Коцјубинсијког.
Филм је био деби за глумца Ивана Николајчука, који је касније постао познати глумац и редитељ, као и један од симбола украјинске кинематографије.
У првој години приказивања, филм је погледало 8,5 милиона људи.
Универзитет Харвард је додао филм на листу обавезних кинематографских остварења за студенте.
Филм се налази на првом месту на листи 100 најбољих филмова у историји украјинске кинематографије.
Сенке заборављених предака имале су значајан утицај на Емира Кустурицу, који је дао омаж филму у појединим сценама свог филма Подземље.

## Прича
Два гуцулска клана су у рату неколико година. Усред озлојеђености и непријатељства, припадници сукобљених кланова, млади Иван и Маричке се заљубљују. Иван је приморан да ради на фарми а Маричка умире несрећним случајем. Иван не може да заборави своју вољену. У стању менталног растројства он лута шумом.
Принудни брак са лепом Палагном не помаже Ивану. Он и супруга имају дистанциран однос. Она жели децу и након неког времена се зближава са сеоским врачем Јуријем и они постају љубавници. Видевши их заједно у сеоском ресторану, Иван замахује секиром према врачару Јурку, али га не убија, баца оружје и бежи. Палагна тражи од свог љубавника да баци чини на Ивана. Иван постаје усамљен, Маричкин лик му се појављује изнова и изнова. Пратећи њен дух једне хладне ноћи, он умире. Тек у предсмртној халуцинацији, Иван поново бива срећан, видећи Маричкине одразе у шуми и у води.
Комшије сахрањују Ивана. Парастос је праћен забавом и игром. Деца са прозора гледају Иванову сахрану.

## Улоге
| Глумац              | Улога                    |
| ------------------- | ------------------------ |
| Иван Миколајчук     | Иван                     |
| Лариса Кадочникова  | Маричка                  |
| Тетјана Бестајева   | Палагна                  |
| Спартак Багашвили   | Јурко                    |
| Микола Грињко       |                          |
| Леонид Јенгибаров   | Микола                   |
| Нина Алисова        | Иванова мајка            |
| Олександар Гај      | Петро Палијчук           |
| Неонила Гнеповска   | Параска, Маричкина мајка |
| Олександар Рајданов | Онуфриј Гутењук          |
| Игор Дзјура         | Иванко                   |
| Валентина Глињко    | Маричка током детињства  |

## Продукција

### Буџет
Тачан буџет за Сенке заборављених предака тренутно није јавно познат, а доступан је само у документацији филма у Државном архиву Украјине. Делимични записи које су прикупили украјински историчари филма откривају да су министри владе УкрССР у мају 1966. године упутили оштро формулисану замерку Параџанову због „прекорачивања буџета Сенки заборављених предака за 97 хиљада карбованца “. Украјински редитељ Олех Чорњи је, међутим, 2019. године спекулисао да је буџет филма у складу са типичним филмским буџетима тог времена, у распону од 300 до 500 хиљада карбованца.

### Снимање
Филм је био једна од ретких продукција играног филма на украјинском језику у украјинском филмском студију Довженко, који је обично производио само филмске продукције на руском језику, од којих су неке касније синхронизоване на украјински језик за биоскопску дистрибуцију у УкрССР. Владини званичници су тражили од Параџанова да сними руску верзију филма, на шта је он навео да се „дуго опирао превођењу филмских дијалога на украјинском језику на руски језик“ јер је „сматрао да је овај текст неотуђиви део уметничко ткиво филма”. У свом интервјуу са Роном Холовејем из 1988. године, Параџанов је признао да је „министарство од мене тражило да направим руску верзију [филма]. Филм није снимљен само на украјинском језику, већ је био и на хуцулском дијалекту [украјинског језика]. Тражили су од мене да синхронизујем филм на руски, али сам их категорички одбио.“
Радња филма смештена је у украјински део Карпатских планина, а снимање сеоских сцена одвијало се у карпатском селу Криворивња. Кућа у Криворивнији у којој се снимало сада је музеј. Снимање у затвореном се одвијало у павиљонима Филмског студија Довженко.

### Кастинг
Првобитно, Параџанов је планирао да руски глумац Генадија Јухтина као звезду у успону и магнет за благајне игра протагониста Ивана, али по препоруци редитеља Виктора Ивченка, уз коментаре сниматеља Јурија Иљенка да „Јухтин једноставно није одговарао је тој улози и када се [током пробе] обукао у украјинску хуцулску одећу, то му није одговарало“, Параџанов је касније променио одлуку и уместо ње изабрао украјинског глумца Ивана Николајчука.

### Музика
Музику је написао композитор Мирослав Скорик, који је написао партитуру инспирисану украјинском народном културом хуцула. Узбудљива украјинско-народна музика доприноси величини филма и сматра се једном од Скорикових највећих филмских партитура.
Бројни појединци који су радили на филму признали су да је филм резултат колективних напора и да свакако није ауторски филм који одражава личности и идеје само његовог редитеља Сергеја Параџанова. Конкретно, филм је представљао креативни напор многих украјинских уметника, пре свега композитора Мирослава Скорика. Историчар филма Џејмс Стефен у својој књизи Биоскоп Сергеја Параџанова посебно је указао на чињеницу да је „један од најизразитијих аспеката филма употреба [украјинске] хуцулске народне музике на звучној подлози поред Скорикових оркестарских композиција инспирисаних народом.“ и изричито напоменуо да „Скорикова оригинална партитура, композиција налик Бартоку која комбинује живе [украјинске] народне теме и ритмове са модернистичком дисонансом, допуњује традиционалне народне песме коришћене у филму и пружа ефективан емоционални контрапункт слици“.
Филм садржи мотиве који се односе на сваког од главних јунака, као и на дух украјинског Запада (хуцулски регион у Карпатским планинама). Скорикова обрада украјинске народне песме The Willow Board (укр. Вербова дощечка), коју је отпевао непознати хор; игра се два пута у филму и требало је да дода музичку драму сценама венчања. Још једно од Скорикових музичких дела у филму била је његова композиција за симфонијски оркестар Хуцул Триптих ( укр. Гуцульський триптих ).

## Темe
У свом интервјуу са Роном Холовејем из 1988. године, Параџанов је признао да је, након што је претходно снимио 8 филмова у Украјини, управо у овом филму коначно успео да „пронађе своју тему, поље интересовања: проблеме са којима се суочава [украјински] народ“. Параџанов је даље нагласио да се намерно „фокусирао на етнографију, на Бога, на љубав и трагедију”.
Визуелни прикази филма разликовали су се од званично 'одобреног' стила социјалистичког реализма који је, према совјетској влади, требало да користе сви уметници. Уместо тога Сенке заборављених предака је пун симболке, у филму се често користе украјинске верске и фолклорне слике које укључују крстове, јагњад, гробове и духове. Филм такође користи боју за представљање расположења: период Иванове жалости је приказан кроз црно-белу секвенцу, док су у другим сценама боје често пригушене, дајући контраст живописној употреби црвене и жуте.

## Дистрибуција

### Фестивалско приказивање
Током целог фестивалском приказивања које је било у пролеће 1965. године, филм је представљао „Совјетски Савез“, а не „Украјинску Совјетску Социјалистичку Републику“, упркос чињеници да је био изразито украјински. Године 1965, шеф Државне филмске агенције УкрССР, Свјатослав Иванов описао је у свом дневнику како је заједно са главним глумцима филма отишао у Аргентину на Међународни филмски фестивал Мар дел Плата да тамо представља филм, напомињући да смо „на фестивалу представљали Совјетску Унију, а ми нисмо били украјинска, већ совјетска делегација. Нису ме увредиле поздравне речи упућене Совјетском Савезу (гомила Мар дел Плате је викала:  ‘Viva Moscú’, ‘Viva Unión Soviética’) [...] Били смо само представници великог народа и они [Аргентинци] нису сумњали у односа између два народа [Руса и Украјинаца]“.
Филм је започео турнеју по међународном филмском фестивалу у пролеће 1965. и био је топло примљен на бројним филмским фестивалима широм света; касније, цењени амерички филмски критичар Роџер Еберт у својој рецензији из 1978. приметио је, можда помало претерујући, да је филм освојио „скоро сваку награду на видику на филмском фестивалу 1965“. Међу пројекцијама филма на престижнијим филмским фестивалима била је пројекција у оквиру такмичења на Међународном филмском фестивалу у Мар дел Плати у марту 1965. пројекција ван конкуренције на Венецијанском филмском фестивалу крајем августа 1965. пројекција ван конкуренције на Филмском фестивалу у Сан Себастијану почетком јуна 1965, пројекција ван конкуренције на Међународном филмском фестивалу у Сан Франциску почетком октобра 1965, пројекција ван конкуренције на Недељи филмова у боји Међународног филмског фестивала у Барселони крајем октобра 1965, пројекција ван конкуренције на филмском фестивалу у Монтреалу крајем јуна 1966, пројекција у оквиру такмичења на првом Римском филмском фестивалу крајем октобра 1965. пројекција ван конкуренције на „Недељи совјетског филма“ у Риму крајем новембра 1965. пројекција ван конкуренције на „Недељи совјетског филма“ у Лондону крајем новембра 1965, пројекција ван такмичења у Филмском фестивалу у Локарну крајем јула 1966, пројекција ван конкуренције на Филмском фестивалу у Њујорку крајем септембра 1966, пројекција у оквиру такмичења на Филмском фестивалу у Солуну крајем септембра 1966, пројекција ван конкуренције на БФИ Лондон Филм Фестивала почетком децембра 1966. и пројекција ван конкуренције на Међународном филмском фестивалу у Мелбурну крајем јуна 1967.

### Специјална пројекција на Венецијанском бијеналу 1977.
Године 1977. није одржан уобичајени Венецијански филмски фестивал. Уместо тога, посебан културни програм Културног неслагања (итал. Il Dissenso Culturale) организован је као манифестација подршке италијанских уметника репресивним уметницима дисидентима из Совјетског Савеза и других комунистичких земаља. Део овог програма чинио је посебан семинар посвећен делима Параџанова и имао је за циљ да покаже подршку његовом противзаконитом затварању по измишљеним оптужбама за хомосексуализам. У оквиру програма одржан је и специјални Биоскоп из источних земаља (итал. Cinema e Paesi dell'Est) догађај у којем су приказана два Параџанова филма, од којих је један био Сенке заборављених предака. Уочи ове пројекције, Lino Miccichè – који је касније постао председник Венецијанског филмског фестивала 1997. – прочитао је декларацију коју су потписали италијански филмски ствараоци и филмски критичари упућену влади Совјетског Савеза у знак протеста против репресије над уметницима дисидентима.

### Биоскопско приказивање
Филм је почео да се приказује у УкрССР- у 4. септембра 1965. гала премијером у Кијеву у биоскопу Украјина. Ова кијевска премијера изазвала је значајан политички протест због све већег затварања и угњетавања украјинских интелектуалаца од стране совјетског режима.
Биоскопско издање филма „Сенке заборављених предака“ имало је ограничен комерцијални успех у УкрССР-у и другим републикама СССР-а. Филм је привукао импресивних 6,5 милиона (према неким изворима 8,5 милиона) гледаоца током приказивања у биоскопима од 1965. до 1966. широм УкрССР-а и других република СССР-а. Ово је био други најбољи Параџановљев филм, само иза његовог комунистичког филма из 1959. „Најбољи момак“ који је сакупио 21,7 милиона примљених на домаћим благајнама СССР-а.

### Рестаурација
Украјински листови су 2011. објавили да је 2010. Центар Довженко ангажовао компанију под називом TOV IBS да направи рестаурирану верзију више филмова који су укључивали Сенке заборављених предака као део напора центра да објави две ДВД колекције познатих тематских филмова. као Збирка Ивана Николајчука и Збирка Јурија Иљенка. Тип рестаурације направљене 2010. остаје непозната, али остаје чињеница да је Центар Довженко заиста издао рестаурирану верзију филма на ДВД-у као део обе колекције, иако нису биле на продају и биле су намењене само за унутрашње актере догађаје.
Међу бројним издањима за домаће медије, најзначајнија је потпуно рестаурирана верзија из 2015. – „дуго закаснела“ верзија (како је описао један од главних глумаца филма – Лариса Кадочникова – почетком 2015.) са потпуно рестаурираним звуком и сликом – који је креиран у знак сећања на 50. годишњицу приказивања филма. Ову потпуно рестаурирану верзију из 2015. наручили су у јулу 2015. Украјинска државна филмска агенција (у сарадњи са Центром Довженко) и Министарство културе Украјине. У септембру 2015, ова потпуно рестаурирана верзија је премијерно приказана на украјинском јавном ТВ каналу UA:Pershyi, у више биоскопа широм Кијева, и у 24 филма позоришта у осталих 5 великих градова Украјине.

## Пријем и наслеђе
Филм је објављен у марту 1965. године уз опште позитивне критике англофоних филмских критичара из иностранства и мешовите критике украјинских филмских критичара из УкрССР-а. Британика књига године из 1967. године уврстила је Сенке наших заборављених предака међу четири истакнута филма која су те године изашла из источне Европе и назвала је „слободном, екстравагантно раскошном сагом“. На веб порталу Rotten Tomatoes, филм има позитивну оцену од 93% на основу 40 рецензија, са просечном оценом 8,1/10. На веб страници агрегатора рангирања TSPDT филм је рангиран на 431. месту у њиховој ранг листи 1000 најбољих филмова.
По изласку, филм је привукао углавном позитивне критике англофонских филмских критичара. Џин Московиц из Варајетија -а назвао га је „визуелно сјајним“ и „младалачким претераним, али филмски очаравајућим филмом упркос техникама излаза“, док је Ендру Сарис, такође из Варајетија, изјавио да је „технички вредан дивљења иако драматично несхватљив „филм. Роџер Иберт, рецензирајући филм за Chicago Sun-Times 1978. након Параџановљевог заточеништва у сибирским радним логорима ГУЛАГ 1970-их, назвао га је „један од најнеобичнијих филмова које сам видео, салва слика, музике и звукова, снимљених са тако активном камером, скоро да нам требају појасеви за везивање“ и упоредио је Параџановљев рад са „неким од раних радова Мартина Скорсезеа“. Стивен Холден из Њујорк тајмса назвао га је „еруптивно шареним филмом“, „набијеним фантастичним сликама“, „надреалном народном бајком прошараном ликовима већим од живота чија лица и говор тела говоре елоквентније од било које речи“. Едвард Гутман из San Francisco Chronicle описао је филм као „један од оних ретких филмова који изгледају потпуно свеже и неискварено – као да редитељ није украо ништа од других филмских стваралаца, већ је једноставно открио камеру и како је најбоље користити, сам". Дејвид Паркинсон из Емпајра похвалио је филм, назвавши га „кинематографским ремек-делом, које деконструише биоскопску форму и поруку и одушевљава публику својим вишеслојним сликама […] чистим генијем“; и у својој књизи Историја филма, Паркинсон је даље проширио своју рецепцију филма називајући га „храбрим нападом на конвенције наративног и визуелног представљања“ који је настојао да „редефинише однос између каузалне логике и простора на екрану, и тиме изазове прихваћене теорије перцепције публике“ које су успеле да, парадоксално, „упореде субјективне и објективне тачке гледишта и користе угаоне дисторзије, замршене (и наизглед немогуће) покрете камере, 'рацк фокус', телефото зум и сочива рибљег ока, и шта [Параџанов ] назвао 'драматургијом боја' како би испричао своју причу о осуђеној љубави". Џонатан Розенбаум из Chicago Reader је приметио да је то било „изузетно спајање мита, историје, поезије, етнографије, плеса и ритуала”. Дејв Кер из Њујорк тајмса, описао га је као „лирски, непослушни филм“ који „експериментише са нереалним коришћењем боја и неким од најслободоумнијих камера виђених у украјинском филму од пионирског рада [О]лександра Довженко“, док га је Џејмс Хоберман из Тхе Виллаге Воицеа хвалио као „изузетно леп филм“ где је „тужан, кратак, брутализован живот уздигнут до екстатичног мита“. Џон Патерсон из LA Weekly је то назвао „запањујућом комбинацијом етнографије, [...] народног мита и бајковите логике која пече мрежњачу својом лепотом, енергијом и непрестаним инвентивним филмским стваралаштвом“.
Међутим, критике украјинских филмских критичара након његовог објављивања биле су углавном подељене. Ј. Бобошко и М. Масловски, који су писали за Совјетску културу у новембру 1964. године, критиковали су одступање филма од социјалистичког реализма и кроз духовиту песму нагласили да уместо прича о „сенкама предака“, аутори треба да стварају приче. о „савремености”. С. Зиницх и Н. Капел'хородс'ка, који су писали за Фолк Арт у октобру 1965. године, нагласили су важност литерарног 'изворног материјала' за филм и истакли чињеницу да је филм произведен у знак сећања на 100. годишњицу Михаила Коцјубинског. рођендан – аутор истоименог романа Сенке заборављених предака који је послужио као основа радње филма; они су такође нагласили да је Параџановов филм успео да мајсторски реконструише културно јединство сељака западне Украјине, посебно хвалећи прикладан избор украјинских народних песама/музике композитора Мирослава Скорика, као и сниматеља Јурија Иљенка и продуцента Хеорхиј Јакјатович одговарајући избор естетике која је тачно приказала обичаје, традицију и веровања украјинских хуцула. Иван Драч, чија је рецензија филма штампана у књизи Филмски режисери и филмови украјинске модерне кинематографије: уметнички портрети из 1969. године, нагласио је да оно што чини Сенке заборављених предака тако моћним јесте употреба аутентичних украјинских дијалога у форми хуцулског украјинског акцента. као и њено коришћење украјинског етнографског материјала. Лариса Похрибна је у својој књизи Радови на екрану Коцјубинског из 1971. године негативно говорила о филму и истакла да Параџановљеве Сенке заборављених предака нису успеле да заживе у складу са изворним књижевним материјалом Коцјубинског, и закључила да „сервилно копирање књижевног изворног материјала води само стварању слабих филмова“.
С обзиром на то да је Параџановљев филм драстично одступио од тадашњег званично „одобреног“ соцреалистичког уметничког стила, изненађује да украјински филмски критичари нису били гласнији у замерама Сенкама заборављених предака како би очекивали. Ово је делимично могло бити због украјинскофилских тенденција тадашњег шефа УкрССР Петра Шелеста који је служио као својеврсни покровитељ-заштитник Параџанову; Шелестов син Виталиј је касније изјавио у својим мемоарима да је „Параџанов у суштини био заштићен [од стране његовог оца, односно Петра Шелеста]; практично истог дана када је отац напустио [место шефа УкрССР] – Параџанов је ухапшен“.

## Награде и запажене филмске фестивалске пројекције
Филм је започео турнеју по међународном филмском фестивалу у пролеће 1965. и био је топло примљен од стране публике на филмском фестивалу. Међу бројним добијеним наградама и вантакмичарским пројекцијама које је филм имао, најзапаженије су:
- Велика награда жирија: Southern Cross for Best Production and Critics' Grand Prize – Mention for Colour Photography, Special Effects and Film Scenography – Међународни филмски фестивал Мар дел Плата (март 1965)[102][103][104][105]
- Вантакмичарска пројекција – филмски фестивал у Сан Себастијану (јун 1965.)
- Пројекција комерцијалне секције ван конкуренције – Венецијански филмски фестивал (август 1965.)
- Награда италијанске туристичке канцеларије – Римски филмски фестивал (октобар 1965)[32]
- Вантакмичарска пројекција – Филмски фестивал у Сан Франциску (октобар 1965; поново 1976. као део ретроспективе)
- Вантакмичарска пројекција – 'Недеља совјетског филма' у Риму (новембар 1965.)
- Вантакмичарска пројекција – Недеља филмова у боји на Међународном филмском фестивалу у Барселони (октобар 1965.)
- Вантакмичарска пројекција – 'Недеља совјетског филма' у Лондону (новембар 1965.)
- Специјална награда жирија – Свесавезни филмски фестивал у Кијеву (мај 1966) [106][107][108]
- Вантакмичарска пројекција – филмски фестивал у Монтреалу (јул 1966.)
- Вантакмичарска пројекција – Филмски фестивал у Лоцарну (јул 1966.)
- Вантакмичарска пројекција – Њујоршки филмски фестивал (септембар 1966.)
- Златна медаља за најбољу режију – Филмски фестивал у Солуну (септембар 1966) [39][109][110]
- Пројекција без такмичења – БФИ Лондон Филм Фестивала (децембар 1966.)
- Вантакмичарска пројекција – Међународни филмски фестивал у Мелбурну (јун 1967; поново 2019. као део ретроспективе)
- Шевченкова национална награда за кинематографију (1988/1991)

## У популарној култури
Године 2013. група A Hawk and a Hacksaw објавила је свој шести студијски албум You Have Already Gone to the Other World као диск потпуно нових композиција филмске музике. Пре објављивања албума, 2012. године бенд је уживо извео албум You Have Already Gone to the Other World током своје турнеје, између осталих, у Великој Британији, Португалу, Италији и Швајцарској, као и током више пројекција филма у САД.